# Pies descalzos
Pies descalzos (česky „Bosé nohy“) je třetí album Shakiry vydané v roce 1996.

## Seznam skladeb
1. "Estoy Aquí" (Ochoa, Shakira) - 3:51
2. "Antología" (Ochoa, Shakira) - 4:15
3. "Un Poco de Amor" (Ochoa, Shakira) - 4:00
4. "Quiero" (Ochoa, Shakira) - 4:09
5. "Te Necesito" (Ochoa, Shakira) - 3:59
6. "Te Espero Sentada" (Shakira) - 3:25
7. "Pies Descalzos, Sueños Blancos" (Ochoa, Shakira) - 3:25
8. "Vuelve" (Ochoa, Shakira) - 3:54
9. "Pienso en Ti" (Ochoa, Shakira) - 2:25
10. "¿Dónde Estás Corazón?" (Ochoa, Shakira) - 3:51
11. "Se Quiere, Se Mata" (Ochoa, Shakira) - 3:39

## Singly
- Dónde Estás Corazón?
- Estoy Aquí
- Pies Descalzos, Sueños Blancos
- Un Poco De Amor
- Se Quiere, Se Mata
- Antología
- Quiero